# Alternativní historie
Alternativní historie (zejména v angličtině často zkracováno na AH, ve francouzštině je užíván termín Uchronie) se označuje jedno z klasických témat science fiction, vycházející z předpokladu, že určitá historická událost se stala jinak, než ve skutečnosti. Typickým představitelem alternativní historie je příběh popisující svět, v němž nacistické Německo vyhrálo druhou světovou válku (například v románu P. K. Dicka Muž z vysokého zámku a dalších dílech tohoto autora). Jiným příkladem pohrávajícím si s možností dřívějšího skončení 2. světové války je film Hanebný pancharti.
Dalším častým nápadem je „zrušení“ kolonizace Ameriky, respektive přesun střetu Evropy a Ameriky do pozdější doby, nebo vytvoření civilizace založené na parním stroji (místo elektronických počítačů se používají verze Analytického stroje Charlese Babbage). Typickým příkladem je série Hvězdy a pruhy, jejímž autorem je Harry Harrison.
Do alternativní historie lze řadit i knihy založené na fiktivním vynálezu, objeveném nejčastěji místo jiného vynálezu. Například cyklus Věk Nerozumu (první díl se jmenuje Newtonovo dělo, autor Keyes J. Gregory) vypráví co by se stalo, kdyby Isaac Newton místo teorie gravitace objevil substanci zvanou rtuť mudrců, schopnou přenášet kinetickou energii etérem.
Příkladem je povídka Drátěné kontinuum britských spisovatelů Arthura C. Clarka a Stephena Baxtera z roku 1997, v níž je oním fiktivním vynálezem radio-transportér - teleport, který dokáže přenést předměty i osoby elektronickou cestou.
Z české produkce jde např. o filmovou komedii Zabil jsem Einsteina, pánové… nebo romány Františka Novotného Dlouhý den Valhaly, Další den Valhaly a Poslední den Valhaly (v nichž nacisté vyhrají 2. světovou válku vyvoláním germánských bohů). Dalším příkladem je sci-fi román Josefa Nesvadby Peklo Beneš, pojednávající o alternativní historii, kdy Československo odmítlo Mnichovskou dohodu a celou druhou světovou válku přečkalo jako neutrální stát. Protože republika nebyla válkou zasažena, nastal po válce hospodářský zázrak a neuskutečnil se komunistický převrat v roce 1948.
O alternativní historii pojednává i Poul William Anderson ve svém díle Strážci času, které je zde spojeno se sci-fi pojmem cestování časem, kde je kupříkladu zpracována hypotetická historie lidstva v případě, že by starověký Řím prohrál punské války a vyhrálo by starověké Kartágo.
Lola běží o život a Srdcová sedma jsou filmy, které namísto zlomových momentů historie lidstva zvažují důležité momenty v osudech jednotlivce.

## Alternativní časová linie
V některých sci-fi příbězích může čin jednotlivce změnit historii. Například v epizodě Proti času seriálu Star Trek: Vesmírná loď Voyager se členové posádky, kteří přežili zkázu kosmické lodi, pokoušejí vyslat posádce do minulosti signál, který má nebezpečí oddálit. Když se jim to podaří, přestane existovat časová linie, v níž se o to pokoušeli.
S alternativními časovými liniemi počítá více epizod Star Treku, například Enterprise včerejška, Dohra či Vzácná návštěva.